# Contea di Pasquotank
La contea di Pasquotank (in inglese Pasquotank County) è una contea dello Stato della Carolina del Nord, negli Stati Uniti. La popolazione al censimento del 2010 era di 40 661 abitanti. Il capoluogo di contea è Elizabeth City.